# Blitum
Blitum és un gènere de plantes dins la subfamília Chenopodioideae dins la família de les amarantàcies. El gènere Blitum va ser descrit per primera vegada l'any 1753 per Carl von Linné a  Species Plantarum , vol. 2, p. 4. Té 12 espècies que anteriorment es classificaven dins els gèners Chenopodium, Monolepis, o Scleroblitum. Les espècies de Blitum es troben a Àsia, Europa, Nord d'Àfrica, Amèrica i Austràlia.

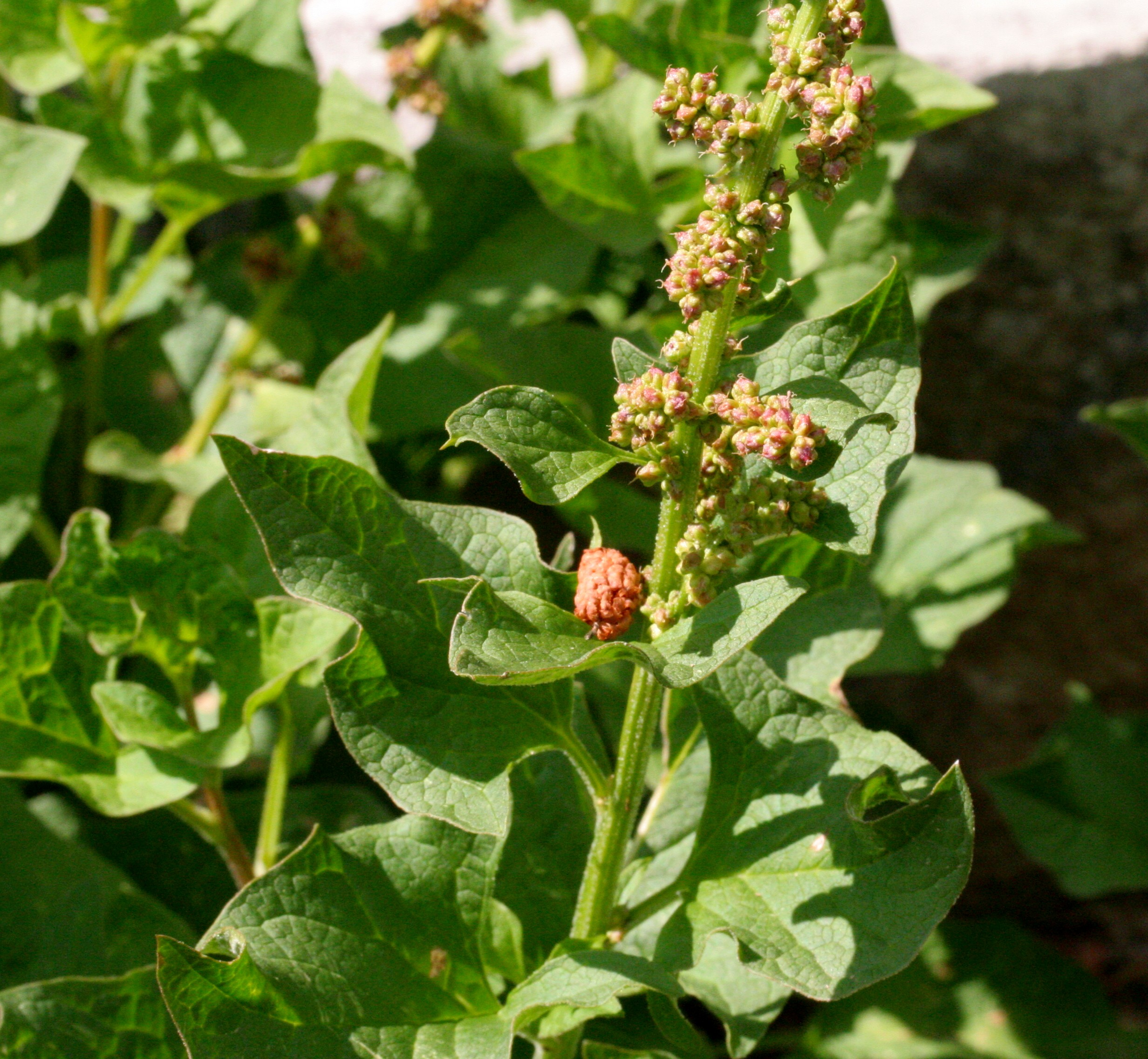
Blitum bonus-henricus

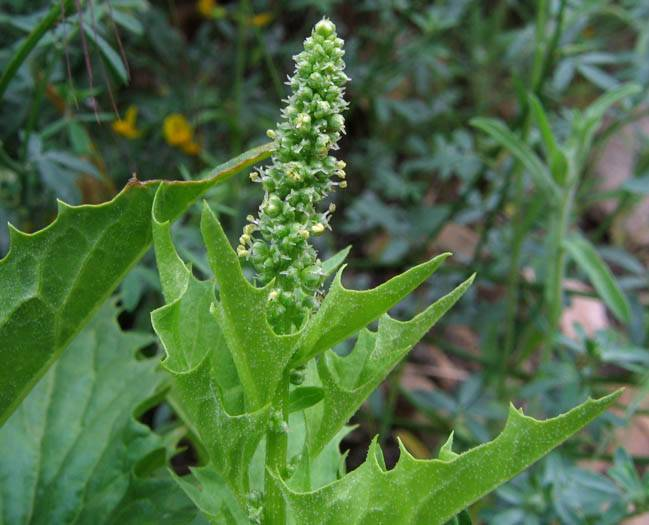
California goosefoot (Blitum californicum)

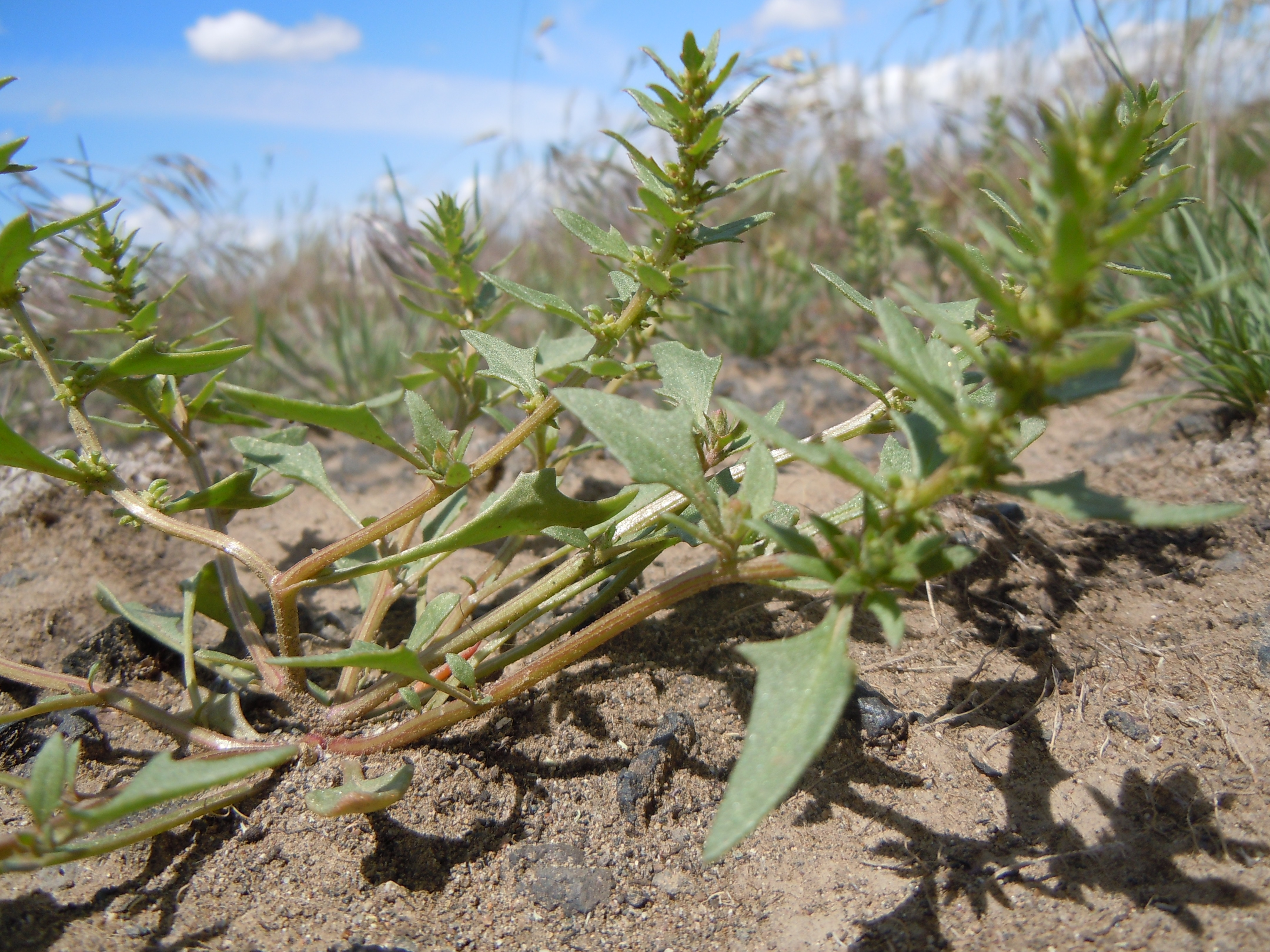
Nuttall's povertyweed (Blitum nuttallianum)

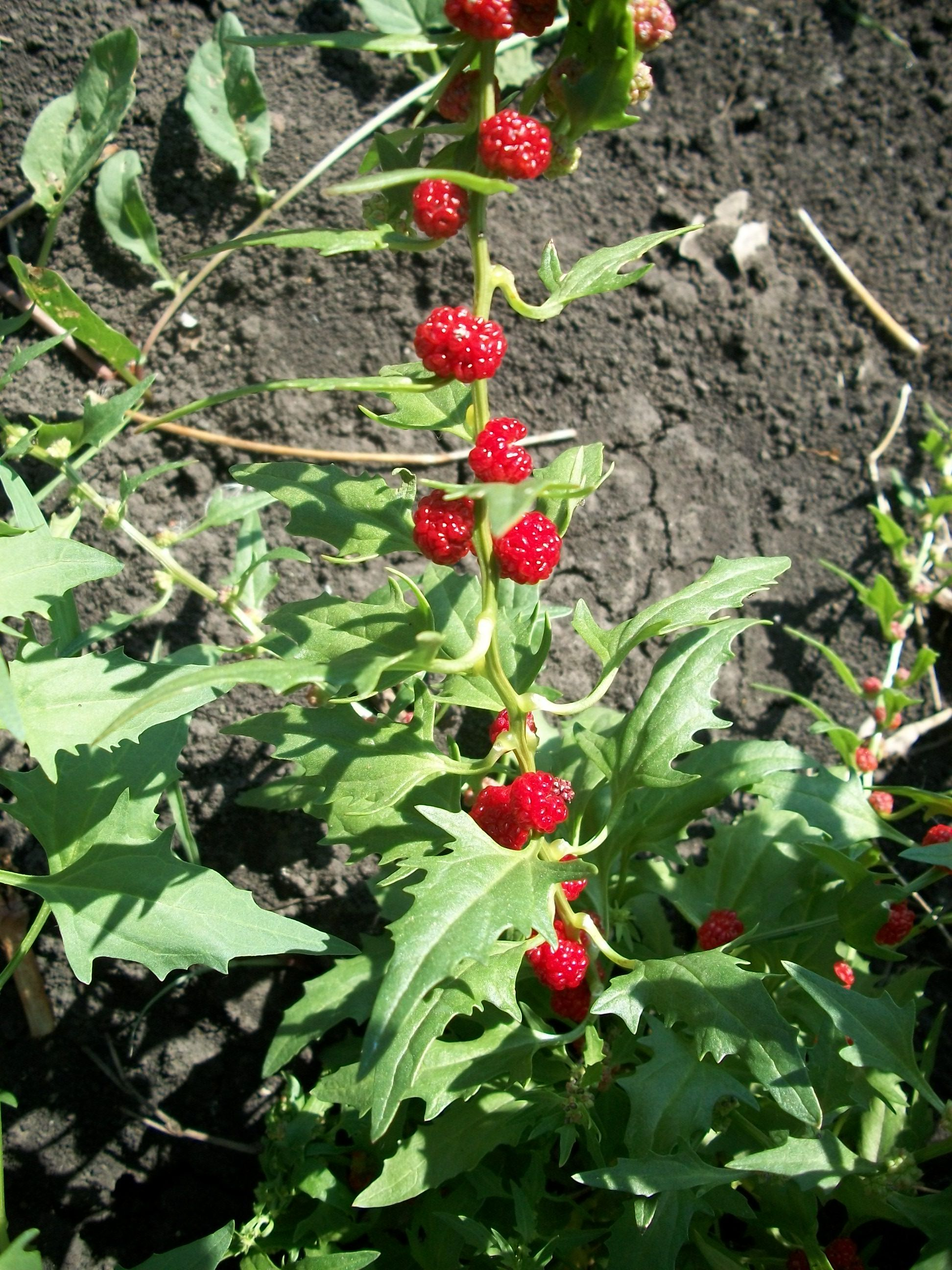
leafy goosefoot (Blitum virgatum)

La recerca filogenètica va mostrar que les espècies de Monolepis i Scleroblitum, estan més estretament emparentades amb Spinacia, i no pertanyien realment a Chenopodium. Per tant, Fuentes-Bazan et al. (2012) les separaren en Blitum. Junt ambSpinacia, el gènere Blitum va ser agrupat dins la tribu Anserineae (Sinònim, Spinacieae).

## Taxonomia
Segons Fuentes-Bazan (2012), Blitum consta de 12 espècies:
- Blitum asiaticum (Fisch. & C. A. Mey) S. Fuentes, Uotila & Borsch, (Syn. Monolepis asiatica Fisch. & C. A. Mey): Rússia Sakha i regió de Khabarovsk.[2]
- Blitum atriplicinum F. Muell., (Syn. Scleroblitum atriplicinum (F. Muell.) Ulbr.): Austràlia.[3]
- Blitum bonus-henricus (L.) Rchb. (Syn. Chenopodium bonus-henricus L.), a Europa.[4]
- Blitum californicum S. Watson, (Syn. Chenopodium californicum (S.Watson) S.Watson), California goosefoot: a Califòrnia i Mèxic.[5]
- Blitum capitatum L., (Syn. Chenopodium capitatum (L.) Ambrosi),.[6]
- Blitum hastatum Rydb., (Syn. Chenopodium capitatum var. parvicapitatum Welsh):.[7]
- Blitum korshinskyi Litv., (Syn. Chenopodium korshinskyi (Litv.) Minkw): a Tadzhikistan.[8]
- Blitum litwinowii (Paulsen) S. Fuentes, Uotila & Borsch, (Syn. Monolepis litwinowii Paulsen, Chenopodium litwinowii (Paulsen) Uotila): a Afganistan i Tadzhikistan.[9]
- Blitum nuttallianum Schult., (Syn. Monolepis nuttalliana (Schult.) Greene, Chenopodium trifidum Trev.), Nuttall's povertyweed: Amèrica.[10]
- Blitum petiolare Link, (Syn. Chenopodium exsuccum (C. Loscos) Uotila): a Àfrica del Nord, Portugal i Espanya, naturalitzat a Suècia.[11]
- Blitum spathulatum (A. Gray) S. Fuentes, Uotila & Borsch, (Syn. Monolepis spathulata A. Gray):.[12]
- Blitum virgatum L. (Syn. Chenopodium foliosum Asch.), leafy goosefoot:.[13]